# Gare de Narbonne
Ne doit pas être confondu avec Gare de Narbonne - Montredon.
La gare de Narbonne est une gare ferroviaire française des lignes de Bordeaux-Saint-Jean à Sète-Ville, de Narbonne à Port-Bou (frontière) et de Narbonne à Bize. Elle est située sur le territoire de la commune de Narbonne, à environ un kilomètre du centre-ville, dans le département de l'Aude en région Occitanie.
Elle est mise en service en 1857, par la Compagnie des chemins de fer du Midi et du Canal latéral à la Garonne.
C'est une gare de la Société nationale des chemins de fer français (SNCF), desservie par le TGV (dont Ouigo), des trains de grandes lignes et des trains régionaux du réseau TER Occitanie.

## Situation ferroviaire
Établie à 11 mètres d'altitude, la gare de bifurcation de Narbonne est située au point kilométrique (PK) 406,117 de la ligne de Bordeaux-Saint-Jean à Sète-Ville, entre les gares ouvertes de Lézignan-Corbières et de Coursan. En direction de Lézignan, s'intercalent les gares fermées de Marcorignan, Névian et Villedaigne.
Elle est également l'origine, au PK 403,381, de la ligne de Narbonne à Port-Bou (frontière), suivi de la gare de Port-la-Nouvelle. S'intercale la gare fermée de Gruissan-Tournebelle.
C'est aussi l'origine de la ligne de Narbonne à Bize, ouverte uniquement au service du fret.

## Histoire

### Gare de la Compagnie du Midi
La gare de Narbonne est mise en service le 22 avril 1857 par la Compagnie des chemins de fer du Midi et du Canal latéral à la Garonne, lorsqu'elle ouvre à l'exploitation la section de Toulouse à Cette (Sète), dernière partie de sa ligne de Bordeaux à Cette. La station est établie en limite Nord de la ville, où il est prévu qu'elle devienne également l'origine d'un embranchement vers Perpignan. Elle dispose d'un bâtiment voyageurs construit en 1856.
L'embranchement pour Perpignan est mis en service le 20 février 1858, lorsque la Compagnie du Midi ouvre à l'exploitation la section de Narbonne au Vernet. Il s'agit d'un terminus provisoire, situé sur la rive gauche du Têt, la ligne rejoindra Perpignan en juillet 1858.
L'établissement d'une halle métallique est approuvé par le décret du 25 novembre 1872. Son coût estimé est de 276 237 francs. Le chantier n'a pas encore commencé en 1884, et le projet initial a subi de profondes modifications entre le décret et la décision ministérielle. Narbonne est reliée avec l'Espagne le 23 janvier 1878, lors de l'ouverture de la dernière section de Banyuls aux gares frontière de Cerbère et Port-Bou.
La ligne de Narbonne à Bize, longue de 21 kilomètres, est ouverte à l'exploitation le 4 juillet 1887 par la Compagnie du Midi.
La gare est électrifiée en 1935.

### Gare de la SNCF
Le mardi 13 juin 2000 a lieu l'inauguration, en présence du maire Michel Moynier et du chef de gare Michel Tarrago, de la rénovation de la gare, réalisée dans le cadre, du projet SNCF « 1000 gares pour l'an 2000 », préparant l'arrivée du TGV prévue en 2001. Le chantier, d'un coût de 8,8 millions de francs, pour moitié à la charge de la municipalité, comprenait notamment : la création d'un espace unique de vente avec des guichets ouverts à toutes les opérations, l'aménagement de nouveaux bureaux pour le personnel, la rénovation et le réaménagement du hall avec la création d'un « point agent », d'un « bureau de presse » et d'un « point photo », la reprise de la signalétique, la rénovation de la gare auto-train (service interrompu en décembre 2017), la création de parkings. La gare à la fin du XXe siècle, c'est quotidiennement une desserte, d'environ 170 trains, qui génère un transit de 3 500 voyageurs.

Anciennes dessertes
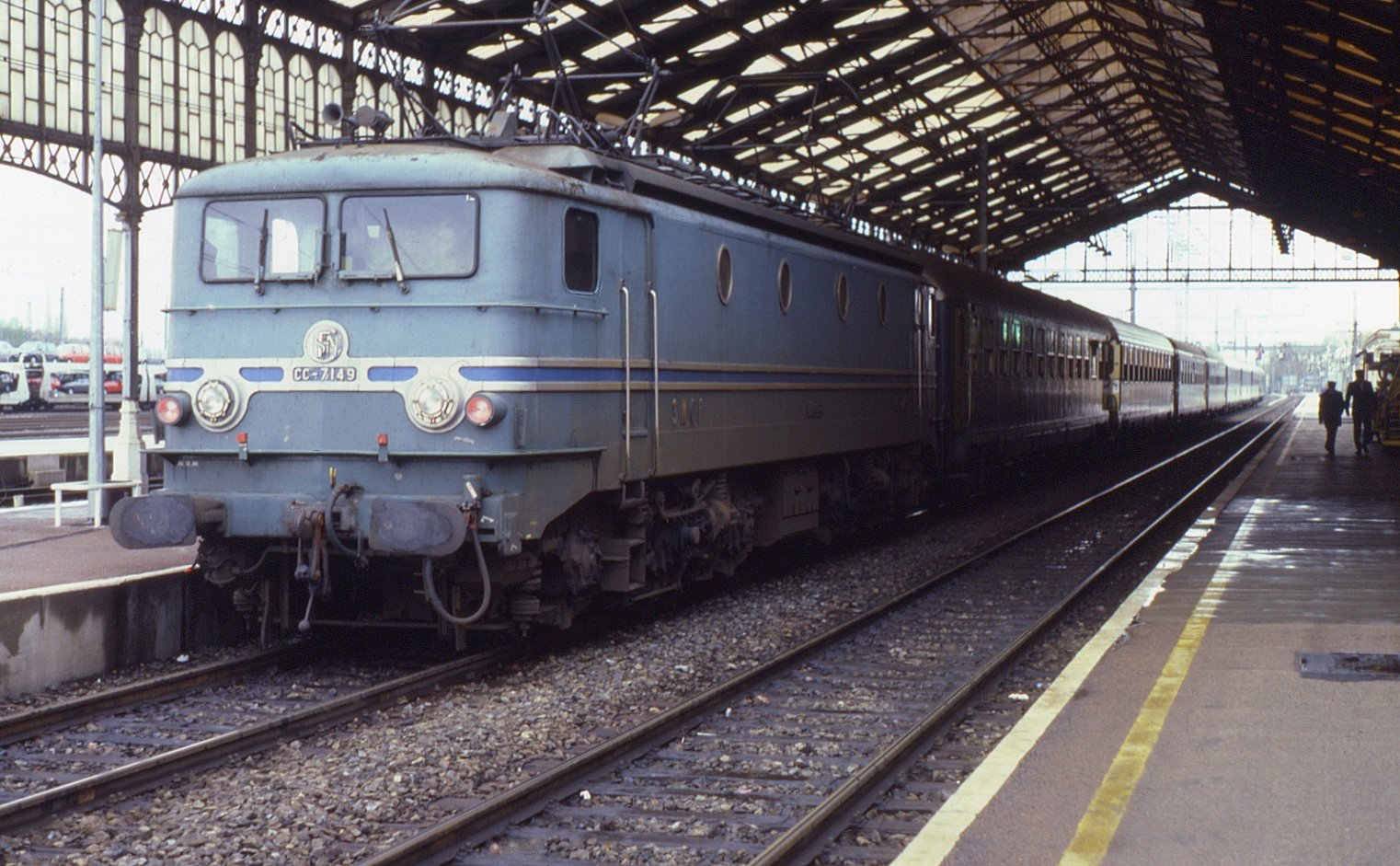
En 1987.
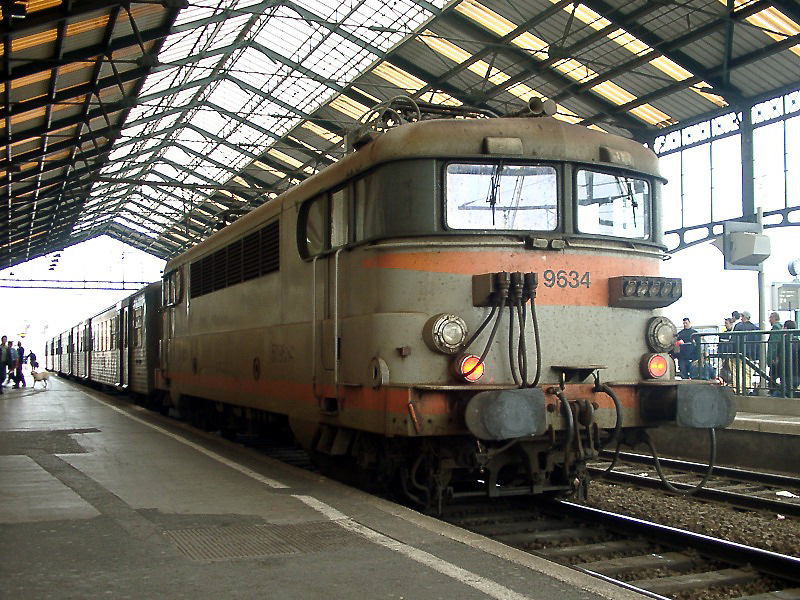
En 2003.

### Fréquentation
En 2014, selon les estimations de la SNCF, la fréquentation annuelle de la gare était de 1 446 813 voyageurs.
L'évolution de la fréquentation de la gare est présentée dans le tableau ci-dessous.
| Année                      | 2015      | 2016      | 2017      | 2018      | 2019      | 2020      | 2021      | 2022      | 2023      |
| -------------------------- | --------- | --------- | --------- | --------- | --------- | --------- | --------- | --------- | --------- |
| Voyageurs seuls            | 1 439 839 | 1 508 061 | 1 498 171 | 1 225 596 | 1 238 902 | 1 045 543 | 1 569 858 | 2 134 281 | 2 589 102 |
| Voyageurs et non voyageurs | 1 799 799 | 1 885 076 | 1 872 714 | 1 531 995 | 1 548 627 | 1 306 928 | 1 962 323 | 2 667 851 | 3 236 378 |

## Service des voyageurs

### Accueil
Gare SNCF, elle dispose d'un bâtiment voyageurs, avec guichet, ouvert tous les jours. Elle est équipée d'automates pour l'achat de titres de transport. C'est une gare Accès Plus disposant d'aménagements et services pour les personnes à la mobilité réduite.
Une marquise recouvre les trois premières voies (A à C). Ses piliers sont situés entre les voies C et D, l'écartement entre ces deux voies en est plus important que d'ordinaire. Elle possède 6 voies et 3 quais (1 latéral et deux centraux) ainsi que des voies de service. La voie H est une voie en impasse située à l'ouest de la gare, et servant uniquement aux convois allant et venant en direction de Toulouse ou de Perpignan.

### Desserte
Narbonne est desservie par des trains à grande vitesse, des trains Intercités et des trains régionaux TER Occitanie :
Trains à grande vitesse :
- TGV inOui, sur les relations :
  - Paris-Gare-de-Lyon – Nîmes – Montpellier-Saint-Roch – Perpignan – Barcelone-Sants,
  - Bruxelles-Midi – Lille-Europe – Lyon-Part-Dieu – Nîmes – Montpellier-Saint-Roch – Perpignan,
  - Lyon-Part-Dieu – Nîmes – Montpellier-Saint-Roch – Toulouse-Matabiau ;

- AVE, sur les relations :
  - Lyon-Part-Dieu – Nîmes – Montpellier-Saint-Roch – Perpignan – Barcelone-Sants,
  - Marseille-Saint-Charles – Nîmes – Montpellier-Saint-Roch – Barcelone-Sants – Saragosse – Madrid-Atocha.

Trains de grandes lignes Intercités, sur les relations :
- Bordeaux-Saint-Jean – Toulouse-Matabiau – Montpellier-Saint-Roch – Nîmes – Marseille-Saint-Charles ;
- Paris-Austerlitz – Perpignan – Cerbère (train de nuit)[13].

Trains régionaux du réseau TER Occitanie, sur les relations :
- Avignon – Nîmes – Montpellier – Toulouse ;
- Avignon – Nîmes – Montpellier – Perpignan – Cerbère / Portbou ;
- Toulouse – Narbonne – Perpignan – Cerbère ;
- Montpellier – Béziers – Perpignan – Cerbère / Portbou ;
- Narbonne – Carcassonne – Toulouse ;
- Narbonne – Montpellier – Nîmes – Arles – Miramas – Marseille.

### Intermodalité
Un parc à vélos et un parking sont aménagés à ses abords.
Elle est desservie par des bus du réseau des transports en commun de Narbonne (Citibus), lignes : B, C, D, D2, 6, 7, 8, 9, 10, 11, 12, 14, 15, 58, 59 et 60. En outre, elle est également par des cars du réseau liO.

Accès et dessertes
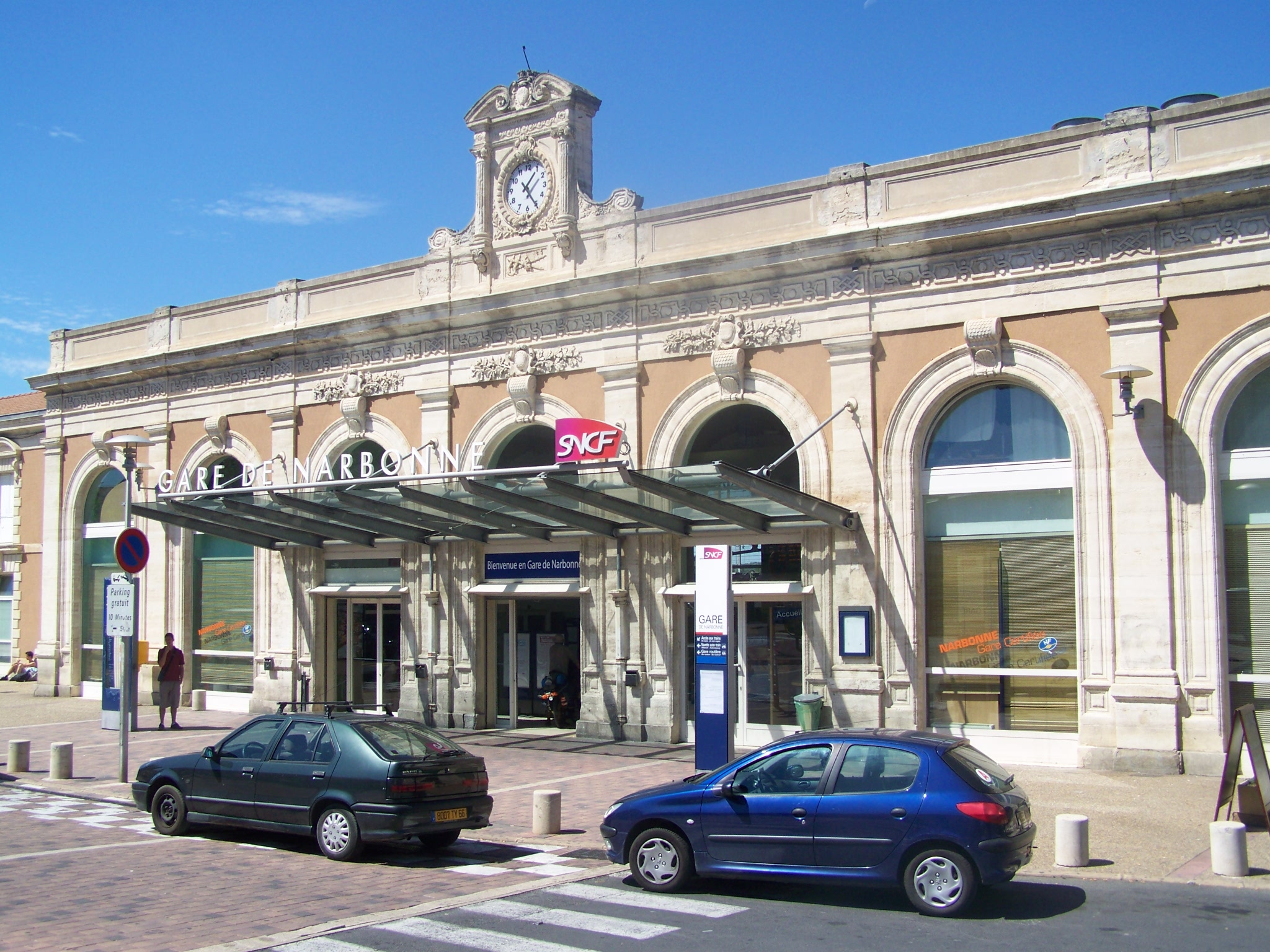
Entrée du bâtiment voyageurs.
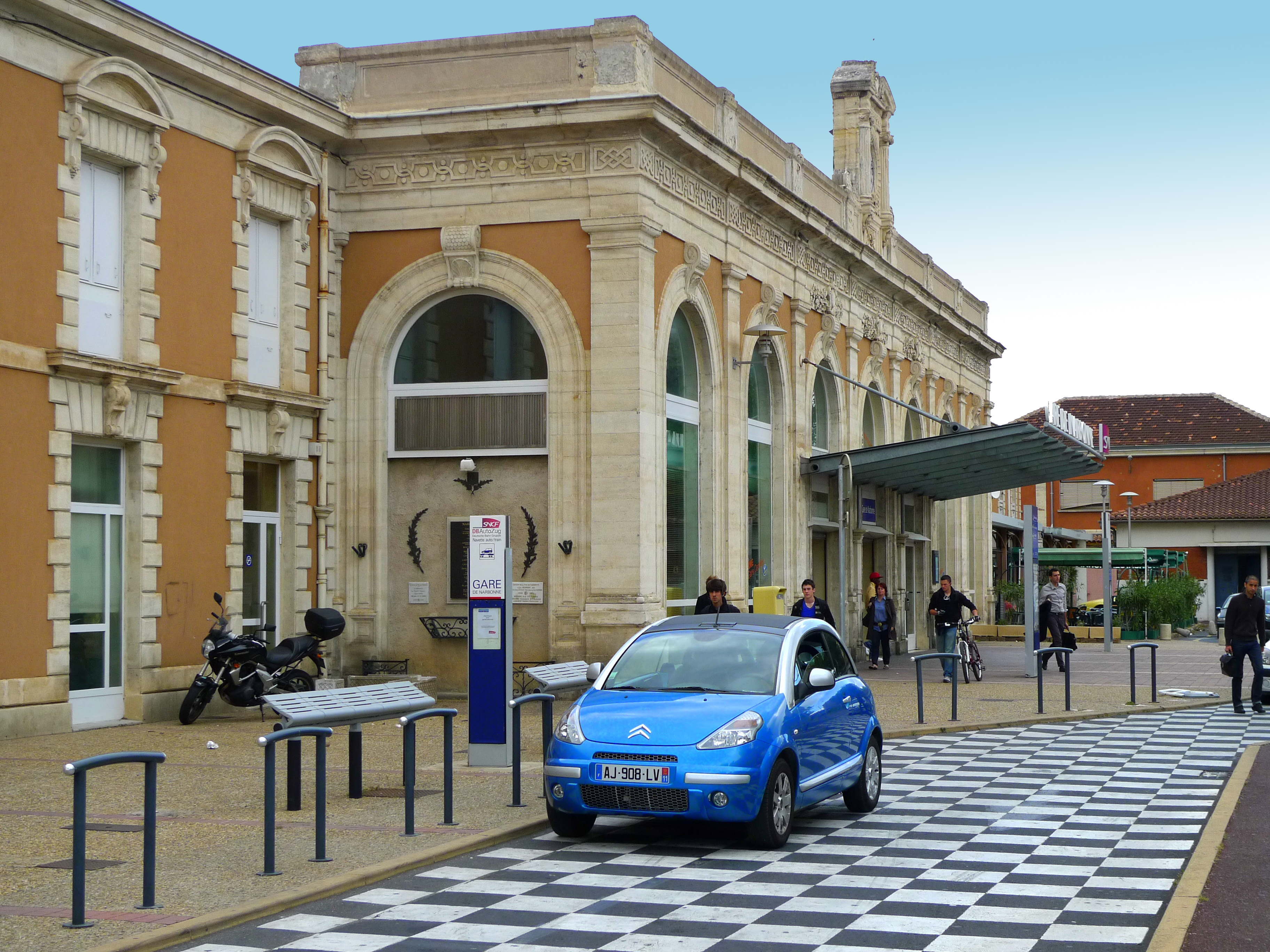
Entrée.
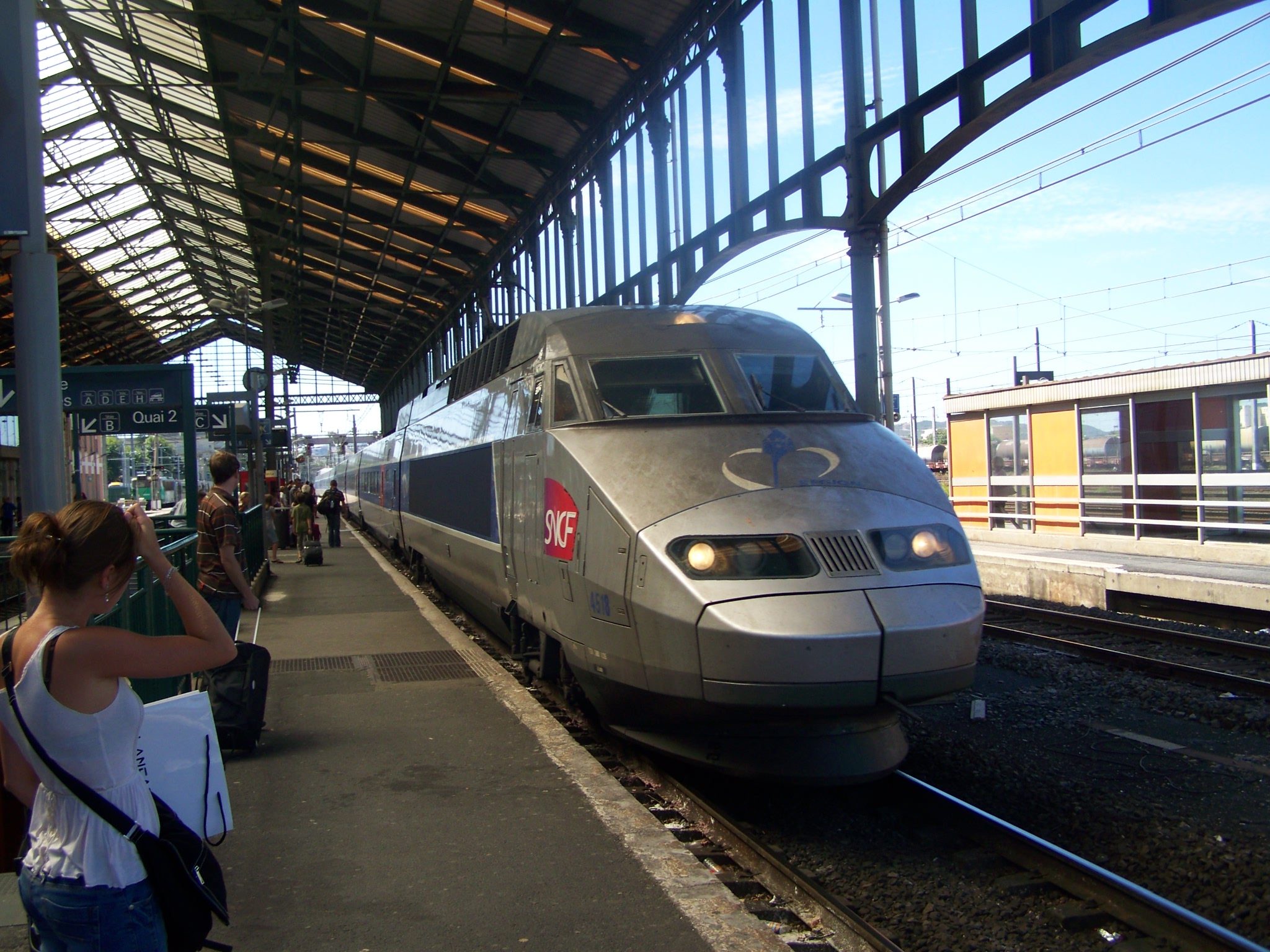
TGV.
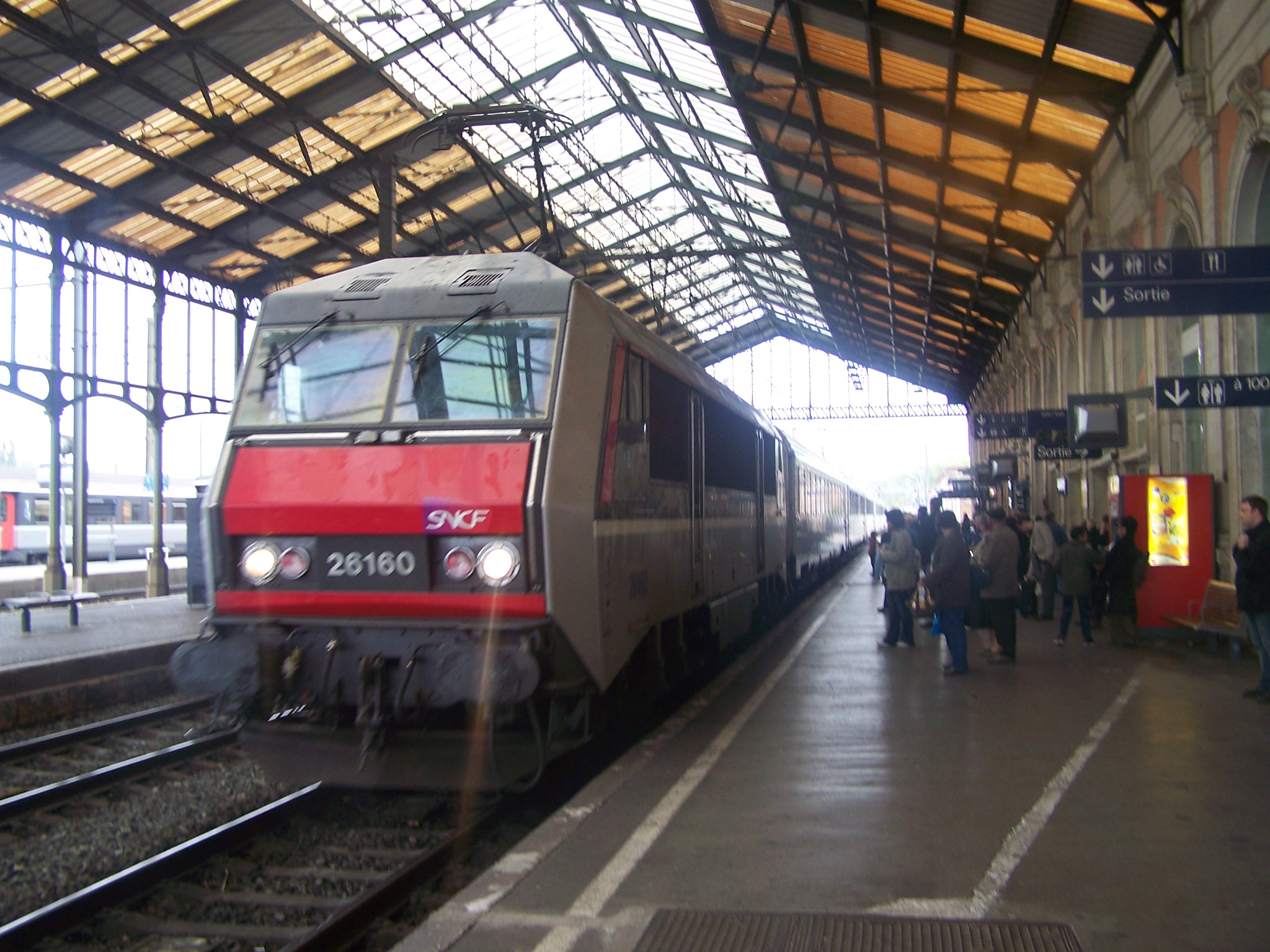
TER.

## Service des marchandises
La gare de Narbonne est ouverte au trafic du fret, vers l'usine de Malvési.

## Anecdotes
Une statue en marbre remontant à la période hellénistique (600 av. J.-C.) a été découverte durant la construction de la gare en 1856 ; elle attesterait d'une occupation du site de Narbonne par les colons grecs qui avaient fondé Marseille.